# Robert Williamson (Mediziner)
Robert Williamson (* 1938) ist ein britisch-australischer Molekulargenetiker und Mediziner.
Williamson war ab 1976 Professor für Molekulargenetik und Biochemie am St. Mary´s Hospital der University of London. Von 1995 bis zu seiner Emeritierung 2004 war er Professor für Medizinische Genetik an der University of Melbourne und Direktor des Murdoch Children Research Institute. Heute ist er dort Honorary Senior Principal Fellow. Seit 2008 ist er Direktor des Centre for Eye Research Australia (CERA).
Williamson befasste sich in den 1970er Jahren mit der Biosynthese und molekularen Genetik der Globine beim Menschen. Er war an der Lokalisierung und Klonierung der Gene für Thalassämie, Mukoviszidose, Alzheimer-Krankheit, Myotone Dystrophie Typ 1 und andere Krankheiten beteiligt. Er war an Gentherapie gegen Mukoviszidose bei Kindern in London (mit Hilfe von Liposomen für den Gentransport) beteiligt und in Australien an Studien zur Gentherapie bei Ataxia und  Thalassämie. Er befasst sich auch mit Stammzellentherapie (mit Stammzellen aus Nabelschnurblut) bei Mukoviszidose bei Kindern. Williamson befasste sich auch mit ethischen Fragen der Gentherapie und Gentechnik. Er veröffentlichte über 400 wissenschaftliche Aufsätze.
Er ist Vorstand des medizinischen Komitees der Australischen Akademie der Wissenschaften und war Vorstand des OECD Komitees für Pharmagenetik und Gentests. Er beriet auch australische Regierungsstellen und mehrere Premier- und Gesundheitsminister.
1994 erhielt er den König-Faisal-Preis für Medizin. Er ist Fellow der Royal Society, des Royal College of Physicians, des Royal College of Pathologists, der Australischen Akademie der Wissenschaften und Offizier des Order of Australia. Er ist Ehrendoktor der Universität Turku.